# درک شووین
دِرِک مایکل شُووین (به انگلیسی: Derek Michael Chauvin) (زاده ۱۹۷۶) افسر پلیس سابق آمریکایی است که به دلیل دست داشتن در کشته شدن جورج فلوید در مینیاپولیس مینه‌سوتا، در ۲۵ مه ۲۰۲۰ شناخته می‌شود. او هنگام دستگیری جورج فلوید همراه با سه افسر پلیس دیگر، تقریباً هشت دقیقه روی گردن جورج فلوید زانو زد، در حالی‌که جورج با دستبند در خیابان دراز کشیده بود. وی روز بعد توسط اداره پلیس مینیاپولیس اخراج شد.
قتل فلوید منجر به راه‌اندازی اعتراضات به کشته‌شدن جورج فلوید در سراسر آمریکا شد. شووین به قتل درجه دو، و قتل درجه سه متهم شد.

## اوایل زندگی و تحصیل
شووین در سال ۱۹۷۶ متولد شد. مادر شووین خانه‌دار بود و پدرش حسابدار عمومی گواهی‌شده بود. وقتی شووین هفت ساله بود، پدر و مادرش طلاق گرفتند و حضانت مشترک او را به‌دست آوردند.
شووین در دبیرستان پارک در شهر کاتیج گروو، مینه‌سوتا تحصیل کرد اما فارغ‌التحصیل نشد، ولی یک گواهی توسعه عمومی آموزش را به دست آورد. او دوره‌های آموزشی تهیه غذا را در یک دانشکده فنی گذراند و به عنوان آشپز و نگهبان امنیتی کار می‌کرد. او مدتی به عنوان پلیس نظامی در نیروی زمینی ایالات متحده آمریکا خدمت کرد. وی در سال ۲۰۰۶ با داشتن مدرک لیسانس اجرای قانون از دانشگاه ایالتی متروپولیتن فارغ‌التحصیل شد.

## حرفه
شووین از سال ۲۰۰۱ در اداره پلیس مینیاپولیس افسر پلیس بود. او در سال ۲۰۰۶ به‌خاطر شلیک به یک مظنون که به سمت خودش شاتگان نشانه گرفته بود، مدال شجاعت دریافت کرد. در سال ۲۰۰۸ او هنگام یک حادثه خشونت خانگی، در منزل را شکست و به مظنون که تپانچه‌ای در اختیار داشت شلیک کرد. در سال ۲۰۰۸ او و همکارش، به‌خاطر شلیک به یک مظنون فراری دارای تپانچه، مدال تحسین دریافت کرد و بار دیگر در سال ۲۰۰۹ به‌خاطر دستگیری گروهی از اعضای یک باند به تنهایی و بدون کمک، مدال گرفت.
شووین در پرونده رسمی خود ۱۸ شکایت داشت که دو مورد در مورد نظم و انضباط بود که با نامه‌های رسمی توبیخ به پایان رسید. وی در سه تیراندازی پلیس دست داشته که یکی از آن‌ها پراهمیت و وخیم بود. به گفته صاحب سابق ال نونو رودو، یک کلاب شبانه لاتین، فلوید و شووین به عنوان محافظ‌های امنیتی در این کلوپ کار کرده بودند. شووین به مدت ۱۷ سال و فلوید مدت کوتاهی در آن باشگاه، کار می‌کرد. مالک سابق گفت که مشخص نیست آیا آنها یکدیگر را می‌شناسند یا خیر، اما خودش چنین اعتقادی نداشت. او همچنین گفت شووین گاهی تکنیک‌های رزمی با خشونت بسیاربالا را در هنگام دعوا با مشتریان سیاه‌پوست استفاده می‌کرد و در جواب به درگیری به جای استفاده از اسپری، او از گرز استفاده می‌کرد.

## کشته شدن جورج فلوید
عصر روز دوشنبه ۲۵ مه ۲۰۲۰، یکی از کارمندان فروشگاه مواد غذایی به نام «کاپ فودز» که فلوید از آن سیگار خریده بود، به پلیس زنگ زد تا از فلوید که مظنون به استفاده از یک ۲۰ دلاری جعلی بود، شکایت کند. جورج فلوید مشتری همیشگی فروشگاه کاپ‌فودز بود. مایک ابومیاله، صاحب فروشگاه در گفتگو با شبکه ان‌بی‌سی او را مردی دوست‌داشتنی توصیف کرد که هیچ‌وقت دردسر درست نکرده بود. اما روزی که این اتفاق افتاد، ابومیاله سر کار نبود و کارمند نوجوانش هم اسکناس تقلبی را به پلیس گزارش داد چون می‌خواست طبق قوانین فروشگاه عمل کند.
بنا بر مدارکی که توسط مقامات پلیس منتشر شد، کارمند فروشگاه ساعت ۲۰:۰۱ در تماس تلفنی با ۹۱۱ (شماره خدمات اورژانس و پلیس) به اپراتور گفت از فلوید خواسته سیگارها را پس بدهد اما «او قصد این کار را ندارد.» طبق این مدارک، کارمند فروشگاه به اپراتور گفت به نظر می‌آید فلوید «مست» است و «روی خودش کنترل ندارد.» کمی بعد از این تماس، حدود ساعت ۲۰:۰۸ دقیقه، دو مأمور پلیس از راه رسیدند. فلوید و دو نفر دیگر در همان حوالی در یک ماشین نشسته بودند.
یکی از این دو مأمور به اسم توماس لین به ماشین نزدیک شد، اسلحه‌اش را بیرون آورد و به فلوید دستور داد دست‌هایش را به او نشان دهد. در روایتی که دادستانی از این حادثه ارائه داده، گفته نشده چرا لین فکر کرده باید از اسلحه استفاده کند. دادستانی گفته‌است: «لین، فلوید را با دست گرفت و از ماشین بیرون کشید. فلوید هم با جدیت جلوی دستبند زدن پلیس مقاومت کرد.» با این حال وقتی دستبند به دست‌های فلوید بسته شد، آرام گرفت و در همین حین لین برایش توضیح داد به اتهام «استفاده از پول جعلی» بازداشت می‌شود. اما وقتی مأموران سعی کردند فلوید را داخل ماشین پلیس بنشانند، بین آن‌ها دعوایی سرگرفت.
بنا بر گزارش منتشر شده توسط دادستانی: «حدود ساعت ۲۰:۱۴ آقای فلوید که در برابر پلیس مقاومت می‌کرد روی زمین افتاد و به مأموران گفت از فضاهای تنگ و بسته وحشت دارد.» در این لحظه درک شووین هم سر صحنه رسید و هر دو مأمور سعی کردند فلوید را در ماشین پلیس بنشانند. طبق این گزارش، در همین حین در ساعت ۲۰:۱۹ شووین، جورج فلوید را از صندلی کنار راننده بیرون کشید و روی زمین دراز کرد. فلوید در حالی که صورتش رو به زمین بود و همچنان دستبند به دستانش داشت، نقش بر زمین شد. شاهدان ماجرا از همین لحظه شروع به فیلمبرداری از فلوید که پریشان به نظر می‌رسید، کردند. این لحظات که در چندین تلفن همراه ثبت و در شبکه‌های اجتماعی به شکلی گسترده منتشر شد، ظاهراً آخرین دقایق زندگی جورج فلوید را به تصویر می‌کشد. چند مأمور پلیس، فلوید را گرفته بودند و در همین حال درک شووین زانوی چپ خود را بین سر و گردن او فشار می‌داد. فلوید پشت سر هم می‌گفت: «نمی‌توانم نفس بکشم». او مادرش را صدا می‌زد و التماس می‌کرد: «خواهش می‌کنم، خواهش می‌کنم، خواهش می‌کنم.» طبق گزارش دادستانی، شووین زانوی خود را به مدت ۸ دقیقه و ۴۶ ثانیه روی گردن فلوید فشار داده‌است. اما حدوداً از دقیقه ششم، فلوید دیگر واکنشی نشان نمی‌دهد. فیلم‌های ویدیویی مربوط به این حادثه نشان می‌دهند در این لحظه دیگر صدایی از فلوید شنیده نمی‌شود. همین موقع بود که شاهدان از مأموران پلیس خواستند نبضش را بگیرند. یکی از مأموران به اسم جی‌ای کیونگ، مچ دست راست فلوید را گرفت اما «نتوانست نبضش را پیدا کند». این در حالی است که بقیه پلیس‌ها بی حرکت ایستاده بودند. در ساعت ۲۰:۲۷، درک شووین زانویش را از گردن فلوید برداشت اما او هیچ حرکتی نمی‌کرد. پس از آن فلوید با آمبولانس به مرکز پزشکی هنپین منتقل شد. یک ساعت بعد اعلام شد که او جان خود را از دست داده‌است.

### بازداشت
فردای روز مرگ جرج فلوید، چهار مأمور پلیسی که در بازداشت وی دست داشته‌اند به مرخصی اجباری فرستاده شدند. روز بعد از آن، شهردار مینیاپولیس اعلام کرد که چهار مأمور پلیس، از کارشان اخراج شده‌اند. در ۲۹ مه ۲۰۲۰، چهار روز پس از مرگ جرج فلوید، دادستانی ناحیهٔ هِنِپین در کنفرانس خبری اعلام کرد که درک شووین، افسر پلیسی که زانویش را برروی جرج فلوید قرار داده بود، به اتهام قتل درجهٔ سه بازداشت شده‌است. عوامل دادستانی گفتند که تحقیقات در این زمینه ادامه دارد و با جمع‌آوری مدارک و شواهد ممکن است مدعی‌العموم، اتهام سنگین‌تری برای شووین در نظر بگیرد.
یکی از وکلای خانواده فلوید نیز، درک شووین را به قتل عمد متهم کرد. دوشنبه ۱ ژوئن ۲۰۲۰، درک شووین تفهیم اتهام شد. بنجامین کرامپ، وکیل خانوادهٔ فلوید، می‌گوید: پلیس در حین بازداشت حدود ۹ دقیقه زانویش را روی گردن آقای فلوید فشار داده، در حالی که او برای نجات جانش التماس می‌کرد. بنجامین کرامپ که با شبکه سی‌بی‌اس مصاحبه می‌کرد، گفت: «بر این باوریم که عمدی در کار بوده‌است… تقریباً به مدت نه دقیقه زانویش را روی گردن مردی فشار می‌داد که برای این که بتواند نفس بکشد، التماس می‌کرد… مأمور پلیس سه دقیقه پس از بیهوش شدن آقای فلوید همچنان زانویش را روی گردن او فشار می‌داد. ما نمی‌فهمیم چطور این اقدام قتل عمد حساب نشده‌است؟ ما نمی‌فهمیم که چطور مأموران دیگر حاضر در محل بازداشت نشده‌اند؟»
در ۳ ژوئن، مقامات دادستانی ایالت مینه‌سوتا اعلام کردند که اتهام قتل درجهٔ دو (شبه عمد) نیز به پروندهٔ درک شووین اضافه شده‌است. همچنین براساس اسناد دادگاه، سه افسر دیگر هم که قبلاً اخراج شده بودند، به دستیاری و همیاری در قتل متهم شدند.
میزان وثیقه برای این افسران در زمان برگزاری محاکمه، ۱ میلیون دلار تعیین شده ولی قاضی گفته اگر واجد تمام شرایط باشند و اسلحه‌های خود را تحویل دهند این میزان به ۷۵۰ هزار دلار کاهش خواهد یافت.

### اتهامات قتل
شووین در ۲۹ مه ۲۰۲۰ دستگیر شد. مایک فریمن، قاضی شهرستان، او را به قتل درجه سوم و قتل درجه دوم، متهم کرد و شووین را به عنوان اولین افسر پلیس سفیدپوست در مینسوتا معرفی کرد که در مرگ یک غیرنظامی سیاه‌پوست متهم شده‌است. براساس قوانین ایالت مینه‌سوتا، برای محکوم شناختن کسی در قتل درجهٔ یک و درجه دو، باید ثابت شود که نیت متهم کشتن بوده‌است. در قتل درجه یک در بیشتر موارد باید ثابت کرد که پیشاپیش قصدی برای کشتن در کار بوده‌است. محکومیت به قتل درجه سه نیازمند ارائه شواهدی که ثابت کند متهم قصد کشتن قربانی را داشته نیست، بلکه کافی است نشان داده شود که اقدامات قاتل خطرناک بوده و حفظ جان قربانی را در نظر نگرفته‌است.
حداکثر مجازات برای قتل درجه سه، ۳۵ سال زندان است.
در تاریخ ۳۱ ماه مه، کیت الیسون، دادستان کل مینه سوتا، پرونده را به درخواست فرماندار تیم والز بر عهده گرفت. در تاریخ ۳ ژوئن، الیسون اتهامات علیه شووین را اصلاح کرد تا شامل قتل غیرعمدی درجه دوم تحت آموزه قتل جنایی شود، و ادعا کرد که شووین جورج فلوید را به قصد قتل درجه سوم کشته‌است. دستورالعمل مجازات مینسوتا ۱۲٫۵ سال حبس را توصیه می‌کند. الیسون همچنین سه افسر دیگر را به کمک و تقویت قتل درجه دوم متهم کرد. وثیقه برای شووین (بدون شکایت کسی) ۱٫۲۵ میلیون دلار تعیین شده‌است، و برای سه افسر دیگر ۱ میلیون دلار.
پیش از دستگیری شووین، وکیل و دادستان وی تلاش‌های ناموفقی را برای درخواست تأمین اتهامات ایالتی و فدرال (برای وثیقه) انجام داده بودند. روز قبل از دستگیری وی، همسر شووین تقریباً ۱۰ سال خواستار طلاق شده بود.
بعد از دستگیری درک شووین و انتقال به زندان، هشت افسر اصلاحی در زندان شهرستان رمزی، شکایتی مبنی بر رفتار تبعیض‌آمیز سرپرستان زندان، انجام دادند و ادعا کردند که در مدت اقامت کوتاه شووین قبل از انتقال وی به زندان ایالتی، نگهبانان غیر سفیدپوست در طبقه پنجم که شووین در آنجا بود، مجاز به کار در آن طبقه نبودند. همچنین آن‌ها در شکایتشان ادعا کردند که یک نگهبان و یک ستوان سفیدپوست را در تختخواب شووین دیده‌اند و به شووین اجازه داده‌اند تا از تلفن همراهشان استفاده کند. در پاسخ به این شکایت، وزارت حقوق بشر مینه سوتا گفت که برای تعیین اینکه آیا تبعیض رخ داده یا نه، در حال بازجویی از او هستند.

## زندگی شخصی
شووین با یک مهاجر اهل لتونی ازدواج کرد که در مسابقه زیبایی "Mrs. Minnesota" سال ۲۰۱۸ شرکت کرد. همسر او پس از مرگ فلوید، خواستار طلاق شد. به دنبال اتهام قتل علیه وی، شووین و همسرش به چندین مورد بزهکاری مبنی بر فرار مالیاتی مربوط به اظهارات مالیاتی جعلی از سال ۲۰۱۴ تا ۲۰۱۹ متهم شدند. دادستان واشینگتن در ۲۲ ژوئیه سال ۲۰۲۰ اعلام کرد که شووین و همسرش درآمد مشترکی را در مجموع ۴۶۴٬۴۳۳ دلار، از جمله بیش از ۹۵٬۰۰۰ دلار از کارهای امنیتی غیرقانونی شووین، گزارش کردند، این شکایت همچنین حاکی از عدم پرداخت مالیات مناسب فروش برای خریداری یک ب‌ام‌و ۱۰۰۰۰۰ دلاری در سال ۲۰۱۸، عدم اعلام درآمد از مشاغل همسر شووین، نامناسب بودن کسری‌ها در یک خانه اجاره ای و تغییر محل اقامت آنها به فلوریدا به دلیل «ارزانی ثبت اتومبیل در آن‌جا» بود.